# Herveo
Herveo es un municipio colombiano ubicado en el norte del departamento del Tolima en la frontera con el departamento de Caldas.

## Toponimia
La asamblea del Tolima escogió el nombre de Herveo en honor a una tribu llamada Los Erbes ú Ónimes oriundos de esta zona y que desaparecieron durante la conquista Española, era una tribu menor de los Gualíes, perteneciente a los panches, las tierras fueron descubiertas en 1539 por Baltasar de Maldonado. En reemplazo del anterior nombre: Soledad.

## Historia
Un grupo de colonizadores antioqueños, entre ellos los señores Saturnino Patiño, Rubén Ceballos, Ezequiel Ospina, Telésforo Ángel, Felipe Ramírez, José Antonio Chica, Tomás Roque, Erasmo Jiménez y Antonio Aguirre a partir de la segunda mitad del siglo XIX atravesaron el páramo del Ruiz hasta llegar a una colina donde en el año de 1871, dieron principio a la fundación de un pueblo que bautizaron con el nombre de Soledad. Estos colonizadores escogieron inicialmente como homenaje a un pájaro rojo de cabeza verde o café, pico puntudo, sonso, que habitaba en las partes más rocosas de las montañas y que es perteneciente a la familia trogonidae. Mediante la ley 12 de 1873 y la ley 5 de 1875 la Nación cedió a Herveo y a sus moradores 24 000 hectáreas de tierra, con el fin de ampliar el poblado.
Por lo tanto, de acuerdo con el decreto ejecutivo 64 del 28 de julio de 1880 se vendieron 19 lotes de terrenos a sus habitantes para que allí construyeran sus viviendas; también se asignó una extensión de tierra la cual sería destinada a la construcción de edificios públicos que pasarían a ser propiedad de la comunidad. Debido a la gran riqueza en recursos naturales, como los yacimientos de oro, hierro y minas de talco, hizo que la población creciera paulatinamente.
A finales del siglo XIX y comienzos del XX por el hecho de existir en el Caribe Colombiano, un pueblo con el mismo nombre. La asamblea departamental se vio en la necesidad de modificar su denominación y por ordenanza 47 del 2 de mayo de 1930, se modificó el nombre, el cual comenzó a regir el 20 de julio del mismo año.
Esta determinación favoreció la entrega del correo a los habitantes de la región, en el sentido de que no se presentaron más confusiones por la dualidad de nombres. La localidad fue fundada en el año de 1870 con el nombre de Soledad, (por la abundancia de estas aves en sus montañas). Cambiado luego por el de Herveo, nombre originario de la mesa nevada que se levanta hacia el suroeste de la ciudad, conocida generalmente como páramo del Ruiz (5450 m s. n. m.).

## División político-administrativa
Además de su Cabecera municipal. Herveo tiene constituido un corregimiento: Padua.

Mapa veredal de Herveo.

Los demás centros poblados no hace parte de ningún otro corregimiento o no se ha definido si está bajo jurisdicción del corregimiento de Padua:
- Brasil
- Letras
- Mesones

### Veredas
Herveo cuenta con 33 veredas que dividen el área rural del municipio: 
Arenillo, Brasil, Cedral, Curubital, Damas Bajas, Delgaditas, El Ángulo B, El Ángulo E, El Águila, El Placer, El Plan, El Arenillo Dos, El Topacio, Esperanza, Filo Bonito, Gualí, La Cristalina, La Estrella, La Granja, La Leonera, La Palma, Letras, Mesones, Monte Redondo, Padua, Picota, Salado, Tesorito, Torre Seis, Torre Veinte, Tulcán, Unión y Yerbal.

## Geografía

### Clima
Posee una altitud de 2250 m s. n. m., una temperatura promedio de 16 °C, y una población, según el censo de 2005, de 8901 habitantes.
Su economía está basada en la agricultura, la ganadería y la minería.

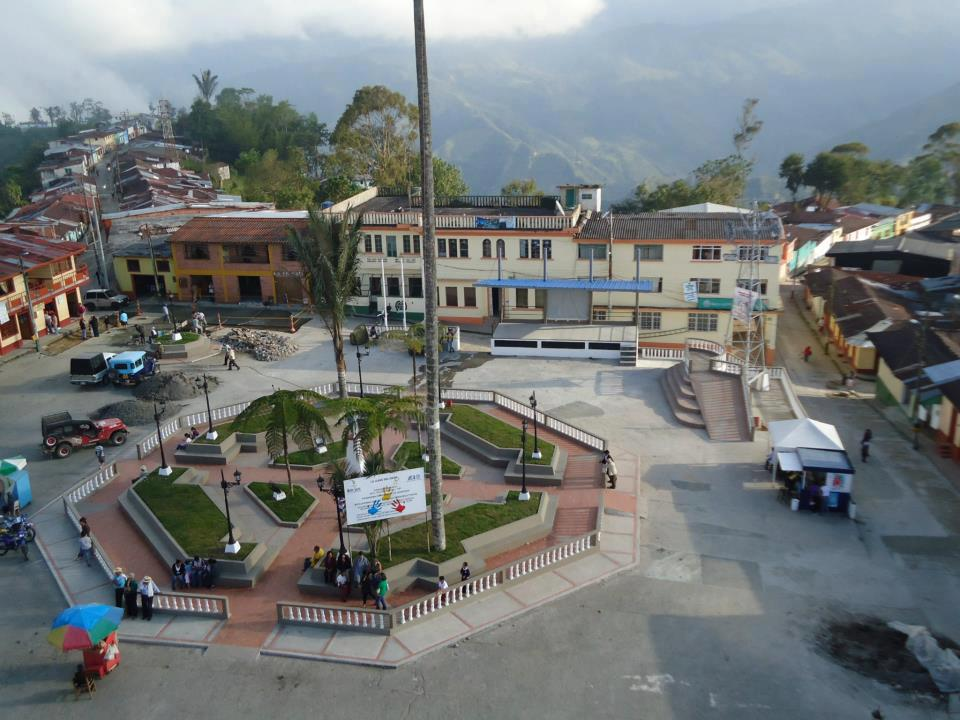
Antiguo parque de Herveo.
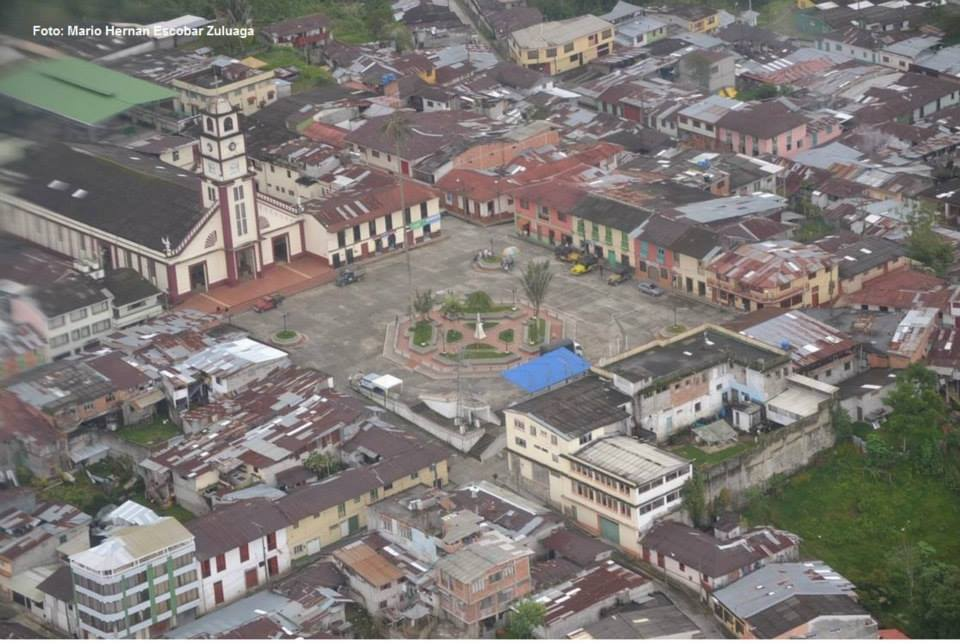
Imagen de Herveo desde el aire.

### Límites municipales
Herveo está delimitado por los siguientes municipios, salvo en su mayor parte por el departamento de Caldas:
| Noroeste: Marulanda ( Caldas) (Río Perrillo) | Norte: Marulanda ( Caldas) (Río Perrillo) | Nordeste: Manzanares ( Caldas), Fresno |
| Oeste: Marulanda ( Caldas)                   |                                           | Este: Casabianca                       |
| Suroeste: Manizales, Villamaría ( Caldas)    | Sur: Casabianca (Río Gualí)               | Sureste: Casabianca (Río Gualí)        |

## Movilidad
El municipio lo atraviesa la Ruta Nacional 50 entre Manizales y Fresno, ingresando al casco urbano desde la vereda Delgaditas. De ahí se desvía a Herveo 17 km desde la vereda mencionada.
Distancias:
- A Ibagué: 187 Kilómetros
- A Bogotá: 239 Kilómetros por la vía a Honda y 271 kilómetros por la vía a Cambao
- A Manizales: 60 Kilómetros

## Economía
El estudio de uso y cobertura actual del suelo para el municipio de Herveo, define el uso que el hombre le da actualmente al suelo y la cobertura que se presenta, sujeta al aprovechamiento establecido. Este estudio es importante porque permite compararlo con otros parámetros ambientales para determinar el uso y manejo más adecuado y apropiado para evitar su paulatino deterioro.
La economía se deriva del sector primario de la Producción, con un 45 % del Municipio ubicado en zona cafetera y un 65 % en áreas adecuadas para el cultivo de papa, frutales de clima frío moderado y ganadería.
En el municipio se presentan coberturas con cultivos permanentes (café tecnificado, plátano, caña panelera y frutales), cultivos semestrales (papa, maíz tradicional, yuca y fríjol) y hortalizas.
El sector servicios e industrial se limitan, para el primero, a la generación de valor agregado por los sueldos y salarios que devengan quienes forman parte del estamento burocrático en sus diversas instancias y jerarquías; el segundo se ciñe al incipiente desarrollo que ha tenido la pequeña empresa que se limita a confecciones, metalmecánica, ebanistería y otras de menor importancia económica pero de alto contenido social.
Es ahí donde se origina la vulnerabilidad de Herveo; la alta dependencia de la caficultura que, luego del pacto de cuotas, quedó sujeta a los vaivenes de los precios del mercado internacional que varían libremente de acuerdo a las leyes económicas de la internacionalización de la economía ha llevado a la pauperización de la totalidad de las poblaciones que basan la economía en la actividad cafetera.
El área rural se enmarca en espacios que corresponden a la zona óptima cafetera con sus correspondientes sectores marginales; dicho territorio fluctúa dentro de rangos altitudinales que varían entre los 80 m s. n. m., en la parte más baja del Río Azufrado hasta las nieves perpetuas del Volcán Nevado del Ruíz.
Sistemas de producción: básicamente en Herveo existen los siguientes Sistemas de Producción:
- Sistemas de Producción Agrícolas: café, papa, maíz, fríjol, tomate de árbol, arracacha, curuba, yuca
- Sistemas de Producción Pecuario: bovinos, leche, porcinos y avicultura
- Sistemas de Producción Forestal: Se limitan a pequeños bosques naturales protectores y el establecimiento de cercas vivas destacándose la siembra de eucaliptos SP, sauces, alisos y urapanes.

## Ecología
En el Municipio se presentan seis (6) provincias climáticas, como el Páramo Alto Superhúmedo (PASh) que está localizado en la parte Suroeste del Municipio en límites con el Departamento de Caldas, en ella se encuentran las veredas La Palma, Letras, El Brasil y Ángulo E. Presenta una extensión de 7380 ha, que corresponde al 22.89 % del área total del Municipio, convirtiéndose de esta forma en la segunda provincia más representativa por cubrir gran cantidad del territorio. Se encuentra a una altitud entre 3400 y 4450 m s. n. m., con una precipitación promedio anual entre 1400 mm. a 2200 mm. y temperaturas entre 0.º a 7 °C.
Esta provincia climática páramo bajo. Superhúmedo (PBSh), se presenta en tres sectores del Municipio, en el oeste en límite con el departamento de Caldas, Centro y Sureste, en ella se encuentran parte de las Veredas El Brasil, Torre Veinte, Ángulo E y La Palma. Presenta una extensión de 6551 ha, que corresponde al 20.3 % del área total del Municipio. Se encuentra a una altitud entre 2700 y 3400 m s. n. m., con una precipitación promedio anual entre 2400 mm. a 1600 mm. y temperaturas entre 7 °C a 12 °C.
La provincia climática páramo. Bajo Húmedo (PBH) se presenta en el sudeste del Municipio, en los límites de Casabianca. En ella se encuentran únicamente la Vereda La Palma. Posee un área de 432.40 ha, que correspondientes tan solo al 1.3 % de la extensión total del Municipio, convirtiéndose en la provincia con menos extensión; con alturas entre 2700 a 3000 m s. n. m., una precipitación promedio anual entre 1700 mm. a 1900 mm. y una temperatura que oscila entre 10 °C y 12 °C La provincia climática Frío Superhúmedo (FSH) se presenta en el Sudeste del Municipio, en los límites de Casabianca.
En ella se encuentran las veredas El Topacio, El Placer, La Granja, Delgaditas y el Brasil. Posee un área de 2960 ha, correspondientes al 9.1 % de la extensión total del Municipio, con alturas entre 2400 a 2700 m s. n. m., una precipitación promedio anual entre 2200 mm. a 2700 mm. y una temperatura que oscila entre 12 °C y 14 °C Esta provincia climática Frío Húmedo (FH) se presenta en el Sudeste del Municipio, en los límites de Casabianca. En ella se encuentran las Veredas La Estrella, Monterredondo, Mesones, El Arenillo Dos, Filo Bonito, El Brasil, La Granja, La Cristalina, El Yerbal, Torre Seis, El Cedral, Ángulo B, Leonera, Picota, Padua, El Águila, Tulcán, La Esperanza, La Unión, El Salado, Arenillo, Curubital, Damas Bajas y La Palma.
Posee un área de 12 413 ha, correspondientes al 38.5 % de la extensión total del Municipio, cubriendo de esta manera la mayor parte del área, con alturas entre 2700 a 3000 m s. n. m., una precipitación promedio anual entre 1800 mm. a 2700 mm. y una temperatura que oscila entre 12 °C y 18 °C
La provincia climática Templado Húmedo (TH) se presenta en tres sectores del Municipio; en el Noreste se encuentran las Veredas Filo Bonito, Arenillo Dos, Mesones, La Estrella, Leonera, Picota, Parte de las veredas, Gualí, El Águila, Tulcán, La Esperanza, La Unión, Tesorito, El Salado y Arenillo. Posee un área de 2492 ha, correspondientes al 7.73 % de la extensión total del Municipio, con alturas entre 1550 a 1800 m s. n. m., una precipitación promedio anual entre 2100 mm. a 2700 mm. y una temperatura que oscila entre 18.º a 20 °C.

## Símbolos

### Escudo
El escudo de Armas del Municipio de Herveo, tiene la siguiente descripción: Heráldica: Un campo medio partido y cortado delimitado por un borde negro. En el cuartel general se ve el parque principal o Plaza de Bolívar, por medio del cual se rinde homenaje al nombre y memoria de nuestro libertador y padre de la Patria al ser colocada allí su imagen, y como símbolo de victoria se encuentran a lado y lado dos centenarias palmas.
Al lado izquierdo del escudo está la iglesia parroquial con su vista frontal como símbolo de cristiandad; al lado derecho se levanta una torre del cable aéreo de lo que en otro tiempo fue su más importante medio de transporte y al fondo, aparece el colosal y majestuoso Nevado del Ruiz. En la parte inferior del escudo, al lado derecho del campo aparece una rama de café con su fruto y la ganadería al lado izquierdo, representan dos de las más importantes fuentes de su economía.
Soporte:
Como soporte se encuentran la bandera del Municipio al lado derecho y al lado izquierdo apoyándose sobre la parte superior del campo una exótica ave de la región conocida con el nombre de “Soledad” de la cual se originó su primitivo nombre. El escudo tiene dos bandas flotantes. En la parte superior que es de color amarillo está el nombre del municipio, debajo de este se encuentra la fecha de fundación, 1871. En la banda inferior de color azul se lee el lema “Dios, Patria y Libertad”.

### Bandera
Las proporciones heráldicas de la bandera del Municipio de Herveo son: Descripción: La bandera tendrá forma rectangular y se compondrá de tres franjas horizontales, con los colores azul, blanco y verde.
- Azul: Será un azul claro y simboliza el cielo y los ríos que bañan nuestra región. Esta parte deberá ir en la parte superior.
- Blanco: Simboliza la virtud, la esperanza y la paz. Esta franja deberá ir ubicada en la parte central.
- Verde: Simboliza la fertilidad de los campos, praderas y montañas que circundan la ciudad. Esta parte irá en la parte inferior.

### Himno
| Letra: Carlos Julio Fernández Ospina. Música: Carlos Vieco. Coro Vamos hervenses vamos Vamos a la inmortalidad la Patria defendamos Bastión de libertad. Un sol radiante alumbra La ruta del progreso La paz honor y esfuerzo De un pueblo luchador: |  | Desde la nívea cumbre Del Ruiz, su centinela, Observo que ya riela La luna en su esplendor. Naciste de titanes Que en fúlgida batalla Rompieron dura valla De selvas y dolor. Una irrupción de soles Saluda la victoria De quienes ya la historia Recuerda con amor. |  | De azul viste tu cielo De verde tus montañas Son oro tus entrañas Tu espíritu, un león. Y acompasados ritmos De música marciales Inspiran ideales Al raudo corazón. Los bronces de tu templo Pregonan cada día Auroras de alegría En formidable son. |  | En la rugosa cresta Do el águila medita Un Dios bueno te grita Confía en la oración. Confía en tu destino ¡Oh! Pueblo idolatrado De escudo blasonado Cual regio campeón. Avanza hacia la meta Con ademán romano Levanta en firme mano Gloriosos tu pendón. |  |  |

## Servicios públicos
- Energía Eléctrica: Celsia, es la empresa prestadora del servicio de energía eléctrica.
- Gas Natural: Alcanos de Colombia es la empresa distribuidora y comercializadora de gas natural en el municipio.